# Kajzelj
Kajzelj je priimek v Sloveniji, ki ga je po podatkih Statističnega urada Republike Slovenije na dan 1. januarja 2010 uporabljalo manj kot 5 oseb.

## Znani nosilci priimka
- Bogomil Kajzelj - Pipar (1874—1939), Sokol in planinec
- Miha Kajzelj (*1967), arhitekt in alpinist
- Mirko Kajzelj (1908—1986), zdravnik in gornik (planinec)
- Mirko Kajzelj (*1936), arhitekt
- Vladimir Kajzelj (1903/5—1972), alpinist, smučarski tekač, zdravnik